# Трофименко Олександр Іванович
Олександр Іванович Трофименко (1907, село Мерчик, тепер смт. Старий Мерчик Валківського району Харківської області — ?) — український радянський діяч, слюсар Харківського турбогенераторного заводу імені Кірова Харківської області. Депутат Верховної Ради СРСР 3-го скликання.

## Життєпис
Народився в родині селянина-середняка. У 1923 році вступив учнем на Будянський порцеляново-фаянсовий завод, через шість місяців здобув спеціальність слюсаря і працював слюсарем на Будянському заводі до 1929 року.
З 1929 по 1932 рік — слюсар Харківського заводу сільськогосподарського машинобудування «Серп і молот», ударник першої п'ятирічки.
У 1932—1941 роках — слюсар Харківського турбогенераторного заводу імені Кірова.
На початку німецько-радянської війни разом із заводом був евакуйований в східні райони СРСР. З 1941 по 1944 рік працював слюсарем одного з військових машинобудівних заводів Уралу. У серпні 1944 року повернувся до Харкова.
З 1944 року — слюсар Харківського турбогенераторного заводу імені Кірова Харківської області. Новатор виробництва. Отримав звання «Кращий слюсар міста Харкова».

## Нагороди
- ордени
- медаль «За доблесну працю у Великій Вітчизняній війні 1941—1945 рр.»
- медалі
- значок «Відмінник соціалістичного змагання»